# Halo: The Master Chief Collection
Halo: Master Chief Collection är en samling FPS-spel (First Person Shooter-spel) i Halo-serien för Xbox One och Microsoft Windows. Halo: Master Chief Collection släpptes ursprungligen för Xbox One den 11 november 2014. Spelet utvecklades av 343 Industries i samarbete med andra studios och publicerades av Xbox Game Studios. Samlingen består av Halo: Combat Evolved Anniversary, Halo 2: Anniversary, Halo 3, Halo 3: ODST, Halo 4 och Halo: Reach, som ursprungligen släpptes på tidigare Xbox-plattformar. Varje spel i Master Chief Collection fick en grafisk uppgradering. Samlingen inkluderar även live-action-serien Halo: Nightfall samt Halo 5: Guardians multiplayer beta som var tillgänglig under en begränsad tid.
Varje spel i samlingen behöll sin ursprungliga historia och spelläge, med undantag för Halo 2:s mellansekvenser som förlängdes av Blur Studio. Samlingens flerspelarläge har kvar alla kartor som ursprungligen släpptes med varje titel, inklusive sex Halo 2-kartor som är omgjorda från grunden.
Kritiker berömde generellt Master Chief Collection för sina uppdaterade ljudeffekter och visuella effekter, liksom dess rika innehåll, men kritiserade flerspelarläget på grund av ett betydande antal buggar och dålig matchmaking. Många av dessa tekniska problem fixades senare i ett antal programfixar. Den 30 maj 2015 släpptes kampanjläget för Halo 3: ODST och i december 2019 släpptes Halo: Reach till Microsoft Windows.